# Eleição para o Senado federal por Washington em 2012
A eleição para o senado do estado americano de Washington foi realizada em 6 de novembro de 2012 em simultâneo com as eleições para a câmara dos representantes, para o senado, para alguns governos estaduais e para o presidente da república. A senadora democrata Maria Cantwell concorreu a reeleição para um terceiro mandato, sendo reeleita com 60,11% dos votos.